# هکنس
هکنس (به انگلیسی: Hackness) یک روستا و محله مدنی در بریتانیا است که در Borough of Scarborough واقع شده‌است. هکنس ۲۲۱ نفر جمعیت دارد.